# Hamza Driouch
Hamza Driouch (in arabo حمزة الدريوش‎? Ḥamza ad-Driyūsh; Guelmim, 16 novembre 1994) è un mezzofondista marocchino naturalizzato qatariota.

## Biografia
Driouch è nato in Marocco e nel 1994 si è trasferito con il fratello Ibrahim nello stato del Golfo Persico, ottenendo la cittadinanza dello stato arabo prima del raggiungimento della maggiore età e senza attendere i 20 anni di residenza nel paese. In questo modo è pronto per gareggiare sotto i colori qatarioti per i Giochi olimpici di Londra 2012, arrivando in semifinale nel 1500 metri piani.

Nel febbraio 2015 viene squalificato per anomalie riscontrate nel passaporto biologico. Vengono così annullati tutti i risultati ottenuti dal 2 agosto 2012 in poi, inclusa la semifinale olimpica e la medaglia d'argento conquistata ai Campionati asiatici indoor di Hangzhou del 2014. Non avendo potuto quindi gareggiare a Rio de Janeiro 2016, è tornato alle competizioni nel 2017.

## Palmarès
| Anno | Manifestazione               | Sede       | Evento       | Risultato  | Prestazione | Note                                     |
| ---- | ---------------------------- | ---------- | ------------ | ---------- | ----------- | ---------------------------------------- |
| 2010 | Campionati asiatici indoor   | Teheran    | 800 m piani  | 4º         | 1'54"75     |                                          |
| 2010 | Campionati asiatici juniores | Hanoi      | 800 m piani  | Argento    | 1'48"79     |                                          |
| 2010 | Mondiali juniores            | Moncton    | 800 m piani  | Semifinale | 1'49"33     |                                          |
| 2010 | Giochi olimpici giovanili    | Singapore  | 1000 m piani | Argento    | 2'21"25     |                                          |
| 2011 | Mondiali allievi             | Lilla      | 800 m piani  | 4º         | 1'46"39     |                                          |
| 2011 | Giochi panarabi              | Doha       | 1500 m piani | Argento    | 3'34"43     |                                          |
| 2011 | Mondiali                     | Taegu      | 1500 m piani | Batteria   | 3'42"09     |                                          |
| 2012 | Campionati asiatici juniores | Colombo    | 800 m piani  | Argento    | 1'46"72     |                                          |
| 2012 | Campionati asiatici juniores | Colombo    | 1500 m piani | Oro        | 3'39"85     |                                          |
| 2012 | Mondiali juniores            | Barcellona | 1500 m piani | Oro        | 3'39"04     |                                          |
| 2012 | Giochi olimpici              | Londra     | 1500 m piani | Semifinale | 3'49"40     |                                          |
| 2013 | Campionati asiatici          | Pune       | 1500 m piani | 5º         | 3'44"70     |                                          |
| 2014 | Campionati asiatici indoor   | Hangzhou   | 1500 m piani | Argento    | 3'49"55     |                                          |
| 2014 | Giochi asiatici              | Incheon    | 1500 m piani | 9º         | 3'52"16     |                                          |
| 2017 | World Relays                 | Nassau     | 4×800 m      | 6º         | 7'28"25     |                                          |
| 2017 | Giochi asiatici indoor       | Aşgabat    | 1500 m piani | 5º         | 3'57"48     |                                          |
| 2018 | Campionati asiatici indoor   | Teheran    | 1500 m piani | 4º         | 3'55"93     |                                          |
| 2018 | Giochi asiatici              | Giacarta   | 1500 m piani | 6º         | 3'47"84     |                                          |
| 2019 | Campionati asiatici          | Doha       | 1500 m piani | Batteria   | 3'57"13     | Miglior prestazione personale stagionale |